# A.S.D. Quarto
Associazione Sportiva Dilettante Quarto es un equipo Italiano de fútbol ubicado en Quarto, Campania. Fue fundado en 1986 y sus colores oficiales son blanco y azul.

## Ascenso a Serie D
Recientemente Quarto logró la promoción por ganar los play-offs de la Liga Regional de Eccellenza 2006-2007, por tanto la próxima temporada competirá en la Serie D por primera vez en su historia. Diego Sinagra también conocido como Diego Maradona Jr. fue parte del equipo que logró la promoción.